# 言靈莊
《言靈莊》是日本朝日電視台於2021年10月9日起播出的週六晚間連續劇，由西野七瀨主演。

## 登場人物

### 主要人物
- 歌川言葉〈25〉：西野七瀨[1]

本作的主角。低階ViewTuber。在紗香的介紹下搬到「Ladies Court葉鳥」的7號房。
- 中目零至〈30〉：永山絢斗[1]

自稱靈能力者。
- 岩戶志麻〈46〉：齊藤由貴[1]

零至的叔母。女宮司。除靈師。

### Ladies Court葉鳥的住戶
言葉所居住的女性限定公寓。
- 阿木紗香〈25〉：三吉彩花[2]

作詞家。1號房的住戶。言葉的好友，邀請她到「Ladies Court葉鳥」居住。
- 丸山栞〈26〉：中村百合香[2]

東京都議會議員的私人秘書。2號房的住戶。
- 小宮山綾子〈24〉：堀田真由[2]

自由播音員。3號房的住戶。
- 菊川麻美〈29〉：森田望智[2]

醫生。4號房的住戶。
- 林原早紀〈24〉：石井杏奈[2]

小學教師。5號房的住戶。
- 渡邊瞳〈31〉：內田理央[2]

雜誌編輯。6號房的住戶。
- 城崎雪乃	：秋田汐梨 (第5, 6話)[3]

大學生。1號房的新住戶。

### 其他人物
- 蝶野繭：內藤理沙[2]

神社巫女。
- 葉鳥久：佐野史郎（特別出演）（第五話-）

言靈莊的主人。
- 須貝空：菜菜緒（友情出演）（第九話-）

二十五年前的管理員。
- 夏目三葉：藤井美菜

曾經住在1號房的女作家

#### 第1話
- 桐嶋漣：豬塚健太[5]

歌手，是言靈咀咒的第一位犠牲者。和紗香曾有男女關係。

## 製作人員
- 編劇：橋本裕志
- 執行製作人：內山聖子（朝日電視台）
- 製作人：濱田壯瑛（朝日電視台）、谷口達彥（ABEMA）、木曾貴美子（MMJ）、村山太郎（MMJ）
- 導演：落合正幸、日暮謙、松川嵩史
- 製作：朝日電視台、ABEMA、MMJ

## 播出日程
| 章                                                         | 集數 | 播出日期 | 標題 | 节目欄 | 導演     | 收視率 |
| ---------------------------------------------------------- | ---- | -------- | ---- | ------ | -------- | ------ |
| 第一章                                                     | #1   | 10月09日 |      |        | 落合正幸 | 4.1%   |
| 第一章                                                     | #2   | 10月16日 |      |        | 落合正幸 |        |
| 第一章                                                     | #3   | 10月23日 |      |        | 日暮謙   |        |
| 第一章                                                     | #4   | 10月30日 |      |        | 日暮謙   |        |
| 第一章                                                     | #5   | 11月06日 |      |        | 落合正幸 |        |
| 第二章                                                     | #6   | 11月13日 |      |        | 落合正幸 |        |
| 第二章                                                     | #7   | 11月20日 |      |        | 松川嵩史 |        |
| 第二章                                                     | #8   | 11月27日 |      |        | 日暮謙   |        |
| 第二章                                                     | #9   | 12月11日 |      |        | 落合正幸 |        |
| 第二章                                                     | #10  | 12月18日 |      |        | 落合正幸 |        |
| （收視率由Video Research調查關東地區、家戶的即時統計資料） |      |          |      |        |          |        |

## 外部連結
- 官方网站（日語）
- 言靈莊的X（前Twitter）（日語）
- 言靈莊的Instagram帳戶（日語）

| 日本 朝日電視台 週六晚間連續劇          | 日本 朝日電視台 週六晚間連續劇                        | 日本 朝日電視台 週六晚間連續劇 |
| --------------------------------------- | ----------------------------------------------------- | ------------------------------ |
|                                         | 言靈莊 （2021年10月9日－12月18日）                    |                                |
| 別哭實習醫生 （2021年4月24日－6月26日） | 如果，有一所只有帥哥的高中 （2022年1月15日－3月19日） |                                |